# Beto (fotbollsspelare född november 1976)
Gilberto Galdino dos Santos, mest känd som Beto, född 20 november 1976 i Carpina i Brasilien, är en brasiliansk tidigare  fotbollsspelare.

## Karriär
Efter fem år i portugisiska medel- och bottenklubbarna Paços de Ferreira och Beira Mar skrev Beta på ett treårskontrakt för Benfica under sommaren 2005.
Trots att inte ha varit supportrarnas favoritspelare var Beto A-lagsspelare för Benfica under sin första säsong hos klubben under ledning av tränaren Ronald Koeman. Han spelade 24 matcher, varav tolv utan att ha bytts in eller ut, med ett genomsnitt på 70 minuter per match. Betos höjdpunkt i Benfica nåddes 8 december 2005 då de besegrade engelska Manchester United med 2–1 vilket tog dem till 8-delsfinal i Champions League. Beto gjorde det avgörande målet.
Betos andra säsong i klubben gick dock inte lika bra; Koeman lämnade klubben för att ersättas av Fernando Santos som tog in Kostas Katsouranis – en annan defensiv mittfältare. Beto fick nöja sig med att sitta på avbytarbänken och spelade bara sammanlagt 58 minuter på sex matcher under säsongen 2006/2007. Samtliga matcher påbörjades på bänken. Bristen på speltid för Benfica och Manuel Fernandes återkomst ledde till att Beto skrev på ett tvåårskontrakt för schweiziska FC Sion 15 juni 2007.
Den 8 december 2008 lämnade Beto Sion och en dryg månad senare skrev Beto på för Ergotelis FC. 

## Landslagskarriär
Beto spelade under en kortare tid för Brasilien under FIFA Confederations Cup 1999.